# Job (fumettista)

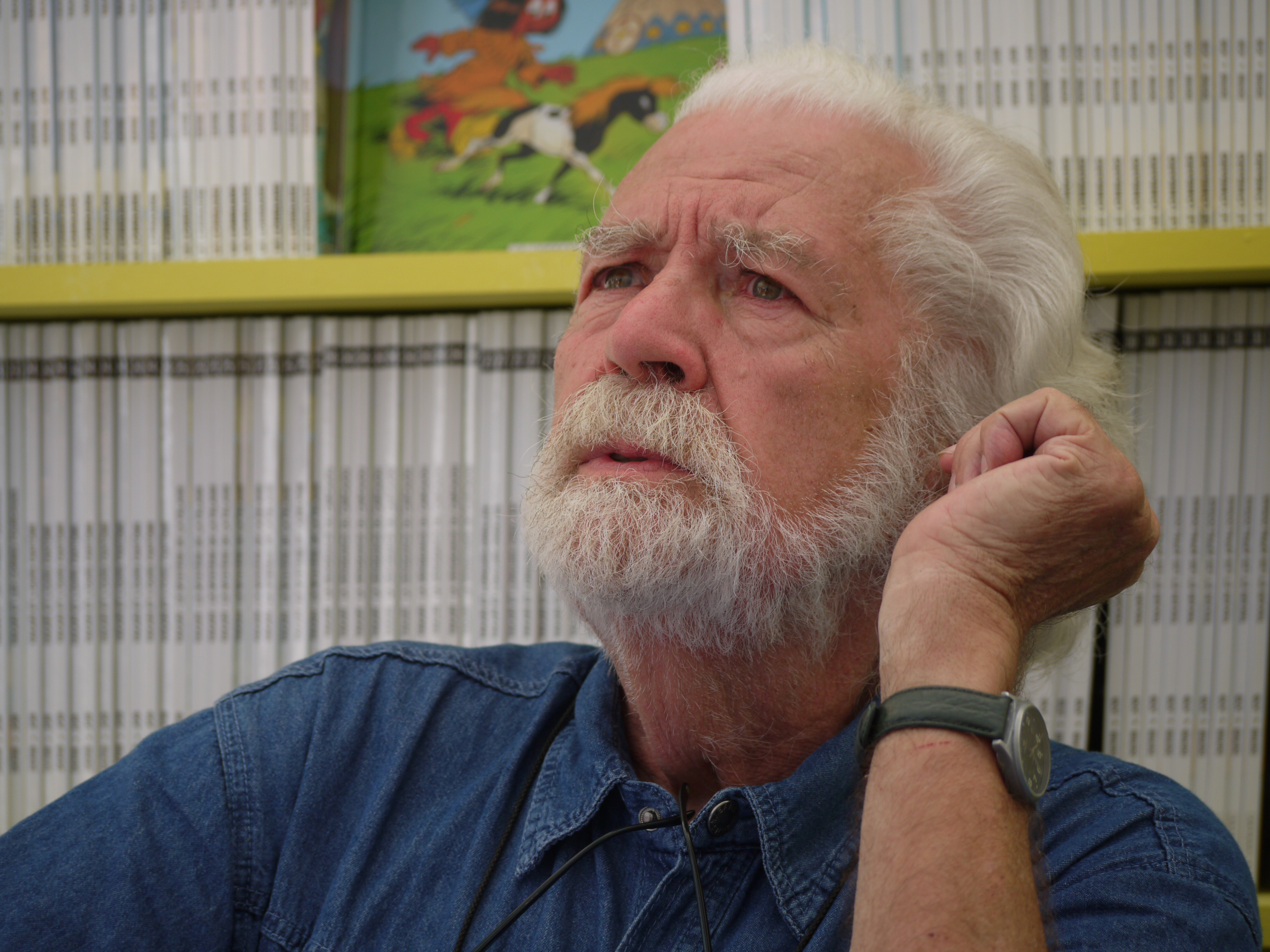
Job nel 2009

Job, pseudonimo di André Jobin (Delémont, 25 ottobre 1927 – Nîmes, 8 ottobre 2024), è stato un fumettista svizzero naturalizzato francese.

## Biografia
Fu inizialmente giornalista pubblicista per diverse testate, in particolare il settimanale Samedi-Jura, alla chiusura del quale iniziò il suo percorso nei fumetti.
Nel 1964 fondò la rivista per bambini Le Crapaud à lunettes e tre anni dopo conobbe Derib. I due, lo stesso anno, pubblicarono The Adventures of the Owl Pythagore together e dal 1969 al 2016 la loro serie più celebre, Yakari.
Morì a Nîmes per cause naturali l'8 ottobre 2024, 17 giorni prima del suo novantasettesimo compleanno.

## Vita privata
Si sposò con una francese ed ebbe da lei 4 figli. Dal 2000 visse a Nîmes.